# Birmania en los Juegos Olímpicos de Barcelona 1992
Birmania estuvo representada en los Juegos Olímpicos de Barcelona 1992 por cuatro deportistas, un hombre y tres mujeres, que compitieron en dos deportes.
El equipo olímpico birmano no obtuvo ninguna medalla en estos Juegos.